# Caladenia amnicola
Caladenia amnicola är en orkidéart som beskrevs av David Lloyd Jones. Caladenia amnicola ingår i släktet Caladenia och familjen orkidéer. Inga underarter finns listade i Catalogue of Life.